# 인권운동사랑방
인권운동사랑방은 인권을 존중하며 옹호할 목적으로 1993년 2월에 조직된 대한민국의 인권운동 활동가들의 단체이다.

## 역사
1992년 6월 이후, 서준식 등의 몇몇 인권 운동 활동가들이 기존의 인권운동 방식에 한계를 느껴 '인권운동연구모임'을 만들어 활동하다가 1993년 2월에 '인권운동사랑방'으로 이름을 바꾸었다.
2006년에 인권운동사랑방 부설 인권운동연구소가 인권연구소 '창'으로 분리독립하였다.
2008년에는 인권운동사랑방 내 인권교육실이 인권교육센터 '들' 보관됨 2008-12-08 - 웨이백 머신로 분리독립하였다.

## 활동가
인권운동사랑방의 활동가들은 상임활동가와 돋움활동가, 그리고 자원활동가로 구성되어 있다. 대표나 간부를 인정하지 않고, 상임 및 돋움활동가 전원이 대표성을 갖는 형태를 취하고 있다.